# Al limite dell'umano
Al limite dell'umano (Meet the Hollowheads) è un film del 1989 diretto da Thomas R. Burman. 
È una commedia fantascientifica statunitense che partecipò in concorso al Festival internazionale del film fantastico di Avoriaz del 1989.
Il film fu intitolato inizialmente Life on the Edge!, dalla libera traduzione del quale trae spunto anche il titolo italiano.

## Trama
In uno strano mondo caratterizzato da tubazioni che collegano tutto e tutti e con lati oscuri non meglio precisati, come il fantomatico "margine" che tanto terrorizza i più piccoli, gli Hollowhead (letteralmente "Testa vuota") sono la classica famiglia del ceto medio, con una casa variopinta e superaccessoriata in cui non mancano strani animali domestici e esseri tentacolari che fungono anche da cibo.
Il nuovo principale di Henry, il capofamiglia, si autoinvita a cena a casa degli Hollowhead, mettendo in apprensione la padrona di casa Miriam che si prodiga per far fare bella figura al marito. Nel frattempo il figlio maggiore Bud, aspirante musicista, si prepara per uscire a suonare, l'adolescente Cindy si fa bella per andare ad una festa, e il piccolo Billy assolve alle commissioni della mamma, non senza creare pasticci con il discolo amico Joey.
Mr. Crabneck giunge a casa Hollowheads in tempo per vedere Cindy pronta per uscire in tutto il suo splendore. Le attenzioni dell'uomo verso la ragazzina impensieriscono Henry che poi deve constatare come il suo principale si renda ancor più sgradevole a cena con la moglie, rea di aver fatto del suo meglio per essere ospitale. Dopo aver rifiutato categoricamente le legittime richieste di promozione di Henry, Crabneck allude al fatto che solo attraverso la disponibilità della moglie, potrà avere qualche speranza di carriera. Quando poi l'uomo passa ai fatti allungando le mani sulla donna, in un crescendo di violenza, la reazione di moglie e marito, assistiti dal piccolo Billy, porrà in fin di vita il libidinoso capo.
Bud torna a casa fuori di sé dopo gli insuccessi della sua esibizione musicale mentre Cindy è riportata a casa da due poliziotti, per aver abusato di sostanze illecite. I genitori dovrebbero mostrarsi preoccupati per i figli ma in realtà hanno timore solo di nascondere il corpo straziato del loro ospite irrispettoso. Grazie allo scaltro Billy riescono a cavarsela e quindi, superato il pericolo, riprendono la loro solita vita felici e contenti, occultando il sopravvissuto Crabneck nel sotterraneo segreto in cui è già ospitato, contravvenendo alle leggi vigenti, il decrepito nonno.

## Riconoscimenti
- 1989 - Festival internazionale del film fantastico di Avoriaz
  - Candidatura al Grand prix